# Réalville
Réalville település Franciaországban, Tarn-et-Garonne megyében. Lakosainak száma 1867 fő (2022. január 1.). Réalville Albias, Bioule, Caussade, Cayrac, Mirabel és Saint-Vincent-d'Autéjac községekkel határos.

## Népesség
A település népessége az elmúlt években az alábbi módon változott:
| Lakosok száma | 1886 | 1889 | 1960 | 1910 | 1894 | 1879 | 1865 | 1863 | 1867 |
|               | 2013 | 2015 | 2016 | 2017 | 2018 | 2019 | 2020 | 2021 | 2022 |